# Шатору
Шатору́ (фр. Châteauroux) — місто та муніципалітет у Франції, у регіоні Центр — Долина Луари, адміністративний центр департаменту Ендр. Населення — 45 521 особа (2011).
Місто розташоване на річці Ендр на відстані близько 240 км на південь від Парижа, 125 км на південь від Орлеана. Шатору — транспортний вузол між Парижем і Тулузою, тут проходить автошлях та залізниця. Основна промисловість — сільськогосподарське машинобудування, виробництво автодеталей, тютюнових виробів, харчова і меблебудівна промисловості.

## Історія

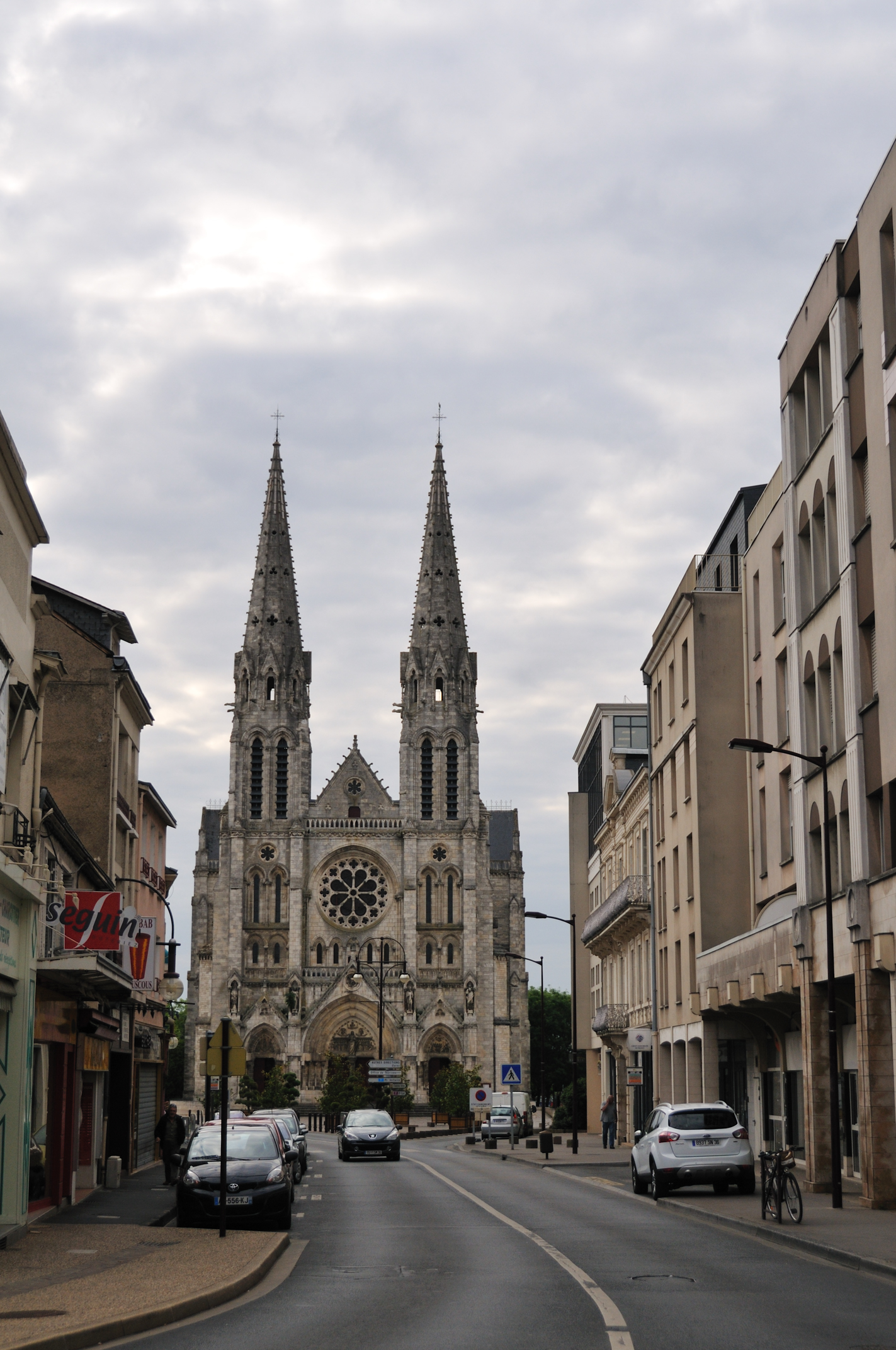
Церква святого Андрія

Попередня назва міста та місцевісті — Деол і бере початок у 4 ст. н. е. Назва Шатору походить від замку, збудованого 937 року місцевим вельможею Раулем де Ларжем, володарем місцевості Деол. Останній нащадок роду Деолів помер 1176 року після повернення з Хрестового походу. Під час Столітньої війни з Англією замок був захоплений на спалений разом із містом навколо нього. 1498 року замок і місто стало центром повіту. Нові володарі замку і місцевості будували тут мануфактури і ткацькі фабрики, був збудований шлях між Парижем і Тулузою. Після Французької революції місто стає комуною і столицею департаменту. 1863 року збудовано тютюнову фабрику та пивоварню. Перед Другою світовою війною у 1936 р. в місті відкритий військовий аеропорт. У 1951—1967 роках тут розташовувалася американська військова база.

## Відомі жителі міста
- Анрі Ґатьєн Бертран (1773—1844)рр. — генерал наполеонівської армії
- Альберт Ор'є (1865—1892) — французький поет, письменник та літературний критик
- Жерар Депардьє (1948) — французький актор

## Демографія
Динаміка населення (Cassini і INSEE ):
Розподіл населення за віком та статтю (2006):
| Стать | Всього | До 15 років | 15-24 | 25-44 | 45-64 | 65-85 | Понад 85 |
| --- | ------ | ----------- | ----- | ----- | ----- | ----- | -------- |
| Чоловіки | 22 166 | 3930        | 3047  | 6089  | 5583  | 3093  | 424      |
| Жінки | 25 356 | 3906        | 3033  | 6362  | 6382  | 4792  | 881      |
| \| Статево-вікова піраміда \| Статево-вікова піраміда \| Статево-вікова піраміда \| \| ----------------------- \| ----------------------- \| ----------------------- \| \| Чоловіки \| Вік \| Жінки \| \| 424 \| 85 + \| 881 \| \| 509 \| 80-84 \| 1040 \| \| 701 \| 75-79 \| 1252 \| \| 930 \| 70-74 \| 1349 \| \| 953 \| 65-69 \| 1151 \| \| 1055 \| 60-64 \| 1262 \| \| 1349 \| 55-59 \| 1645 \| \| 1512 \| 50-54 \| 1749 \| \| 1667 \| 45-49 \| 1726 \| \| 1452 \| 40-44 \| 1655 \| \| 1580 \| 35-39 \| 1548 \| \| 1536 \| 30-34 \| 1481 \| \| 1521 \| 25-29 \| 1678 \| \| 1561 \| 20-24 \| 1560 \| \| 1486 \| 15-20 \| 1473 \| \| 1355 \| 10-14 \| 1276 \| \| 1288 \| 5-9 \| 1305 \| \| 1287 \| 0-4 \| 1325 \| |        |             |       |       |       |       |          |
| Статево-вікова піраміда |        |             |       |       |       |       |          |
| Чоловіки | Вік    | Жінки       |       |       |       |       |          |
| 424 | 85 +   | 881         |       |       |       |       |          |
| 509 | 80-84  | 1040        |       |       |       |       |          |
| 701 | 75-79  | 1252        |       |       |       |       |          |
| 930 | 70-74  | 1349        |       |       |       |       |          |
| 953 | 65-69  | 1151        |       |       |       |       |          |
| 1055 | 60-64  | 1262        |       |       |       |       |          |
| 1349 | 55-59  | 1645        |       |       |       |       |          |
| 1512 | 50-54  | 1749        |       |       |       |       |          |
| 1667 | 45-49  | 1726        |       |       |       |       |          |
| 1452 | 40-44  | 1655        |       |       |       |       |          |
| 1580 | 35-39  | 1548        |       |       |       |       |          |
| 1536 | 30-34  | 1481        |       |       |       |       |          |
| 1521 | 25-29  | 1678        |       |       |       |       |          |
| 1561 | 20-24  | 1560        |       |       |       |       |          |
| 1486 | 15-20  | 1473        |       |       |       |       |          |
| 1355 | 10-14  | 1276        |       |       |       |       |          |
| 1288 | 5-9    | 1305        |       |       |       |       |          |
| 1287 | 0-4    | 1325        |       |       |       |       |          |

## Економіка
2010 року серед 29 499 осіб працездатного віку (15—64 років) 21 241 була активною, 8258 — неактивними (показник активності 72,0%, у 1999 році було 71,7%). З 21 241 активної мешканців працювало 18 060 осіб (9057 чоловіків та 9003 жінки), безробітними було 3181 (1578 чоловіків та 1603 жінки). Серед 8258 неактивних 2517 осіб було учнями чи студентами, 2879 — пенсіонерами, 2862 були неактивними з інших причин.

У 2010 році в муніципалітеті числилось 22404 оподатковані домогосподарства, у яких проживали 45733,0 особи, медіана доходів виносила 16 874 євро на одного особоспоживача